# Herbert Märkl
Herbert Märkl (* 26. Februar 1941 in Karlsfeld) ist ein deutscher Verfahrensingenieur und Hochschullehrer.

## Leben
Nach dem Abitur, das er 1961 an der Oberrealschule Dachau ablegte, studierte Märkl Maschinenbau an der Technischen Universität München. Nach dem Diplom 1967 arbeitete er zunächst in der Industrie bei MAN Turbo an der Entwicklung von Raketenbrennkammern, bevor er 1969 an das Institut für Thermodynamik an der Technischen Universität München wechselte. 1973 wurde Märkl mit einer Dissertation zum Thema „Dimensionierung von Reaktoren zur Fermentation photosynthetisch aktiver Mikroorganismen“ promoviert. 1979 erfolgte die Habilitation mit der Schrift „Der Einfluss zeitlich veränderlicher Bestrahlungsstärke auf die Photosyntheseleistung einer Algenkultur“. 1986 folgte der Wechsel als Leiter des neugegründeten Instituts für Bioprozess- und Biosystemtechnik an der Technischen Universität Hamburg; diese Position hatte er bis zur Emeritierung 2006 inne.

## Schriften
Märkls Publikationsliste umfasst mehr als 100 Schriften.
Auswahl der meistzitierten Publikationen:
- Masatoshi Matsumura, Herbert Märkl: Elimination of ethanol inhibition by perstraction. In: Biotechnology and Bioengineering. Band 28, Nr. 4, 1986, S. 534–541, doi:10.1002/bit.260280409.
- Samson Markossian, P. Becker, Herbert Märkl, G. Antranikian: Isolation and characterization of lipid-degrading Bacillus thermoleovorans IHI-91 from an icelandic hot spring. In: Extremophiles. Band 4, Nr. 6, 2000, S. 365–371, doi:10.1007/s007920070006.
- B. Frahm, P. Lane, H. Märkl, R. Pörtner: Improvement of a mammalian cell culture process by adaptive, model-based dialysis fed-batch cultivation and suppression of apoptosis. In: Bioprocess and Biosystems Engineering. Band 26, Nr. 1, 2003, S. 1–10, doi:10.1007/s00449-003-0335-z.

## Auszeichnungen
- 1988: Dechema-Preis gemeinsam mit Friedrich Götz für die gentechnische Entwicklung eines neuen Bakteriensystems sowie die Konstruktion eines neuartigen Membran-Bioreaktors zur Produktion hochwertiger Proteine[7]